# Gesomyrmex
Gesomyrmex é um gênero de insetos, pertencente a família Formicidae.

## Espécies
- †Gesomyrmex bremii (Heer, 1849)
- †Gesomyrmex breviceps Dlussky, Wappler & Wedmann, 2009
- Gesomyrmex chaperi André, 1892
- †Gesomyrmex curiosus Dlussky, Wappler & Wedmann, 2009
- †Gesomyrmex flavescens Dlussky, Wappler & Wedmann, 2009
- †Gesomyrmex germanicus Dlussky, Wappler & Wedmann, 2009
- †Gesomyrmex hoernesi Mayr, 1868
- Gesomyrmex howardi Wheeler, 1921
- †Gesomyrmex incertus Dlussky, Rasnitsyn & Perfilieva, 2015
- Gesomyrmex kalshoveni Wheeler, 1929
- Gesomyrmex luzonensis (Wheeler, 1916)
- †Gesomyrmex macrops Dlussky, Rasnitsyn & Perfilieva, 2015
- †Gesomyrmex magnus Dlussky, Rasnitsyn & Perfilieva, 2015
- †Gesomyrmex pulcher Dlussky, Wappler & Wedmann, 2009
- Gesomyrmex spatulatus Cole, 1949
- Gesomyrmex tobiasi Dubovikov, 2004